# Shandar
Shandar  est un ancien label discographique français spécialisé en musique d’avant-garde, actif entre 1970 et 1977. 

## Histoire
Le label animé par le critique musical Daniel Caux et Chantal d'Arcy, qui en est la propriétaire — âgée de 24 ans, un jeu de mots avec son patronyme complet donne son nom au label —, a produit entre autres Albert Ayler, William Burroughs, Philip Glass, Ragnar Grippé, Sunny Murray, Pandit Pran Nath, Dashiell Hedayat, Richard Horowitz, Charlemagne Palestine, Sun Ra, Terry Riley, Steve Reich, Alan Silva, Karlheinz Stockhausen, Cecil Taylor, François Tusques, La Monte Young.
Shandar a été financé en partie par Aimé et Marguerite Maeght, à la tête de la Fondation Maeght qui organisait des expositions d'art contemporain et des performances. Par exemple, certains concerts où figurent Cecil Taylor, Sun Ra ou Albert Ayler, ont été enregistrés et produits dans le cadre des Nuits de la Fondation Maeght. Au sein du catalogue Shandar, l'un des albums les plus influents reste celui de La Monte Young et son Theatre of Eternal Music, Dream House 78' 17" (en) (1973), qui comporte la bande son destinée à accompagner le concept de Dream House, pour une durée totale de 78 minutes 17 secondes. 
Shandar publia également Guitares Dérive, écrit et produit en live par le duo de guitaristes classiques Vincent Le Masne et Bertrand Porquet.
Selon le magazine The Wire, la cave située sous la galerie d'art située à Paris au 40 rue Mazarine qui abritait le label fut inondée en 1979, détruisant une grande partie des stocks. La galerie ferma peu après et Shandar disparut. 
Certains albums ont été réédités, entre autres par Mantra Records et Aguirre Records.